# シリコングレン
シリコングレン（Silicon Glen）は、イギリスのスコットランドにおける情報技術産業の集積地の愛称。スコットランド中部に位置する三つの都市、ダンディー、インヴァークライド、エディンバラを結ぶ三角形の地域を指し、ファイフ、グラスゴー、スターリングといった都市が含まれている。
「グレン」はゲール語で「渓谷（バレー）」を意味するが、上記のエリアが一つの渓谷に納まっているわけではない。上記の三角形の外側にあっても、一般的にスコットランドの情報産業はシリコングレンに含めて考えられることから、より正確に「ストラス（大渓谷）」というゲール語を充てるべきであるという意見もある。しかしながら、シリコングレンという名称はおそらくアメリカのシリコンバレーにちなんだ愛称であり、スコットランドでは1980年代から定着している。

## 歴史
シリコングレンは、スコットランド南西部の都市グリーノックに、1953年にIBMが製造拠点の一つを置いたことに端を発している。 初期のシリコングレンでは、イギリスの国内産業やソフトウェア産業ではなく、諸外国のハードウェアを中心とした電子産業が優位を占めていた。
当時、電子産業が注目されるようになったのは、伝統的にスコットランドを支えてきた造船や鉱山といった重工業が衰退したからである。政府の開発事業団は、電子産業へのシフトを重工業部門の余剰労働力に職を与えるために最適な政策として捉え、従来の工場労働者を再訓練することも他の産業へのシフトに比べれば比較的容易に達成できると考えていた。
かつてのシリコンバレーの基盤が半導体であったように、シリコングレンも半導体の設計と量産化の波に大きな影響をうけた。1960年には、ヒューズ・エアクラフトが、アメリカ国外初の拠点をスコットランドのグレンラシスに設立し、ゲルマニウムとシリコンダイオードの生産を開始した。1966年には
エリオット・オートメーションが、続く1967年にはMOS研究所、1969年にはゼネラル・インスツルメンツが半導体ウエハの工場を同じグレンラシスに設置した。同時期には、モトローラがイーストキルブライド、ナショナルセミコンダクターがグリーノックに工場を設置している。日本電気やバーブラウン社、IPS（後のシーゲイト・テクノロジー）、キマタ社（現在はリビングストンに本社を置いている）、グラスゴーのCSTやグレンラシスのミクロナス社といった半導体ウエハなどを製造する多くの企業がスコットランドに拠点を築いた。
その他の特筆すべき企業としては、リンリスゴーのサン・マイクロシステムズや、
先駆的なAlphaシステムを製造したサウスクイーンズフェリーのディジタル・イクイップメント・コーポレーションがある。ディジタル・イクイップメント・コーポレーションは、リビングストンにもオフィスを設置し、VAXシステムを開発した。3.5インチハードディスクドライブの先駆者であるRodime社は、1983年以来、シーゲイト・テクノロジーやクアンタム、IBMといったライバル企業から特許を守り続けている。
シリコングレンは、ヨーロッパにおける製造業部門において、パーソナルコンピュータの約30％、ワークステーションの80％、ATMの65％のシェアを占めていた。

## 現在
電子産業に大きく依存していたシリコングレンは、2000年のITバブルの崩壊によって大きな打撃をうけた。ナショナルセミコンダクター、モトローラ、中華電信（Chunghwa）、上海恵亜電子有限公司（Viasystems）を初めとした全ての企業は、従業員の大幅な削減もしくはシリコングレンからの撤退を余儀なくされた。とりわけ上海恵亜電子有限公司の撤退は、スコティッシュ・ボーダーズ地方に大きな爪痕を残している。ディジタル・イクイップメント・コーポレーションはAlphaシステムをモトローラに売却したが、ついにはそのモトローラもバースゲイトの工場を閉鎖してしまった。日本電気（NEC）もまた、リビングストンの工場を閉鎖した。
こうした変化を受けて、電子産業への過度の依存を脱却し、よりバランスの取れた経済構造へシリコングレンを多様化させようという計画が進行している。その多くの関心は、過去の失敗への反省から、ソフトウェア産業を中心とした情報産業への移行と、スコットランド国内の将来有望な産業の育成を主眼としたものである。
産業構造を多様化の中でも、世界的な規模で展開されるサービス産業が、潜在的な成長力のある領域として見られている。ソフトウェア産業はその代表的な例で、ビデオゲームの『Grand Theft Auto』シリーズで知られるRockstar Gamesは、エディンバラに開発スタジオ「Rockstar Games North」を設置している。Amazon.comはエディンバラに同社のアメリカ国外における初のソフトウェア開発センタを立ち上げている。
また、その他の高成長が見込まれる分野も、スコットランド国内での産学連携によって育成が計られている。ウォルフソン・マイクロエレクトロニクス、Linn、Nallatech、Axeonといった企業が、スコットランド開発公社の「アルバ・キャンパス（Alba Campus）」構想に参加している。地元企業に加え、シリコングレンは引き続き、アトメル、フリースケール・セミコンダクタ、ナショナルセミコンダクター、セムテック、マイクレル、アナログ・デバイセズ、アレグロ・マイクロシステムズ、マイクロ・リニア、STマイクロエレクトロニクス、レイセオンといった有力な諸外国の半導体企業からの投資を受けている。
こうした試みは、一次産業に支配された地域を創造性に富んだ地域へと変容させようとするもので、UBSウェルスマネージメントが2006年に発表したレポートでも高く評価されており、一定の成功をみていると言える。レポートによれば、住民一人当たりで換算すると、スコットランドは、イギリス国内の他のどの地域よりも多いベンチャー企業を有しているという。
シリコングレン全体として、およそ1,000の企業が、74,000人のIT産業における雇用を生んでいる。

## 関連企業
サン・マイクロシステムズ、モトローラ、アジレント・テクノロジー、IBM、マイクロソフト、オラクル、ケイデンス・デザイン・システムズ、スリーコム、アドビ、ナショナルセミコンダクター、アトス・オリジンといった多くのIT企業が、シリコングレンに拠点を設立している。日本企業として最初にシリコングレンに進出したのは、日本電気 (NEC) である。

## 関連大学
スコットランド中部の多くの大学が、シリコングレン構想に参加している。
- エディンバラ大学（エディンバラ）
- ネイピア大学 （エディンバラ）
- ヘリオット＝ワット大学（エディンバラ）
- グラスゴー大学（グラスゴー）
- グラスゴー・カレドニアン大学（グラスゴー）
- ストラスクライド大学（グラスゴー）
- スターリング大学（スターリング）
- ペイズリー大学（ペイズリー）
- ダンディー大学（ダンディー）
- アバティー・ダンディー大学（ダンディー）
- セント・アンドルーズ大学（セント・アンドルーズ）

## イギリスにおけるIT産業のその他の集積地
スコットランドにおけるシリコングレンの成功をうけ、イングランドにおいても同様のIT産業の集積が試みられている。ケンブリッジ周辺のシリコンフェン（Silicon Fen）、およびイングランド南西部ブリストルのシリコンゴージ（Silicon Gorge）が、2000年代に入ってから積極的な開発の中心となっている。Fen は沼沢地、Gorgeは渓谷を意味し、シリコングレンと共に、アメリカのシリコンバレーのメタファーを踏襲している。